# Eucosmophora aspila
Eucosmophora aspila är en fjärilsart som beskrevs av Davis och Wagner 2005. Eucosmophora aspila ingår i släktet Eucosmophora och familjen styltmalar.
Artens utbredningsområde är Peru. Inga underarter finns listade i Catalogue of Life.